# Joseph Rossé
Joseph Rossé est un homme politique alsacien, né le 26 août 1892 à Montreux-Vieux, dans le Haut-Rhin, et décédé le 24 octobre 1951 au Centre de détention d'Eysses (Villeneuve-sur-Lot, Lot-et-Garonne).

## Biographie
Issu d'une famille catholique de l'espace francophone du Reichland, Joseph Rossé est parfaitement trilingue en français, alsacien, et allemand. Devenu professeur à l'école primaire supérieure de Colmar lors du retour de l'Alsace à la France, et dans le contexte de ce qui sera appelé plus tard le « malaise alsacien » résultant des nombreuses maladresses de l'administration française, il est avec ses autres collègues alsaciens victime de discrimination professionnelle et salariale par rapport aux professeurs venus de "vieille France" (dont les salaires sont deux fois supérieurs grâce à diverses primes dont celle "d'expatriation"). Il s'engage alors comme syndicaliste, ou le fait d'être francophone lui donne un incontestable avantage pour venir militer auprès des autorités françaises. Il glisse progressivement dans la cause régionaliste, et est révoqué de ses fonctions après avoir signé le « manifeste du Heimatbund » en faveur de l'autonomie de l'Alsace-Moselle et de la préservation des particularités régionales, au point de vue linguistique et religieux notamment. Il rejoint alors la rédaction de l'Elsässer Kurier (le « Courrier alsacien »), le journal représentant cette tendance politique catholique. 

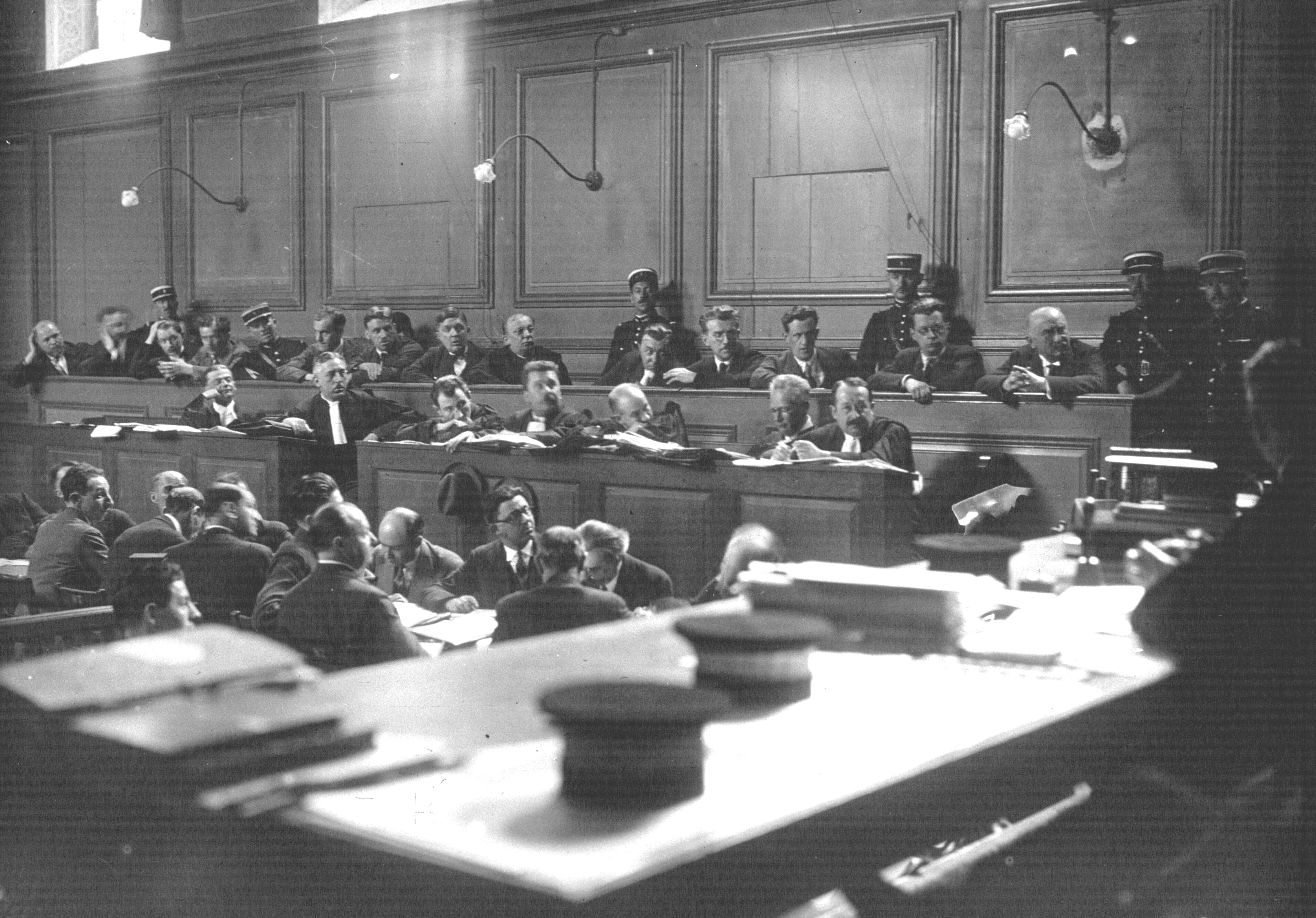
Procès des autonomistes alsaciens (1928).

Il milite également à l'Union populaire républicaine, le grand parti démocrate-chrétien alsacien de l'Entre-deux-guerres. En 1928, le gouvernement français mène un dur combat contre les visées des autonomistes alsaciens, accusés d'être antirépublicains, séparatistes, voire partisans d'un retour de l'Alsace-Lorraine à l'Allemagne. De nombreux militants de l'UPR sont alors accusés d'avoir conspiré contre le gouvernement légal, et inculpés puis jugés dans le très controversé Komplottprozess de Colmar, visant à réprimer une prétendue visée séparatiste et pangermaniste. Joseph Rossé, qui vient d'être élu député, est parmi les quatre déclarés coupables (les onze autres accusés sont acquittés), déchu de son mandat, et condamné à un an de prison et à cinq ans d'interdiction de séjour pour complot contre la sûreté de l'État, condamnation partagée avec son camarade de l'UPR Eugène Ricklin.
Il est cependant libéré une semaine plus tard, gracié par le Président de la République, mais la Chambre des députés refuse sa réintégration. Il est finalement amnistié en 1931 et est réélu député en 1932, participant à la création du groupe parlementaire des Républicains du centre. Puis, en 1936, après une nouvelle réélection, il participe à la création du groupe des Indépendants d'action populaire.

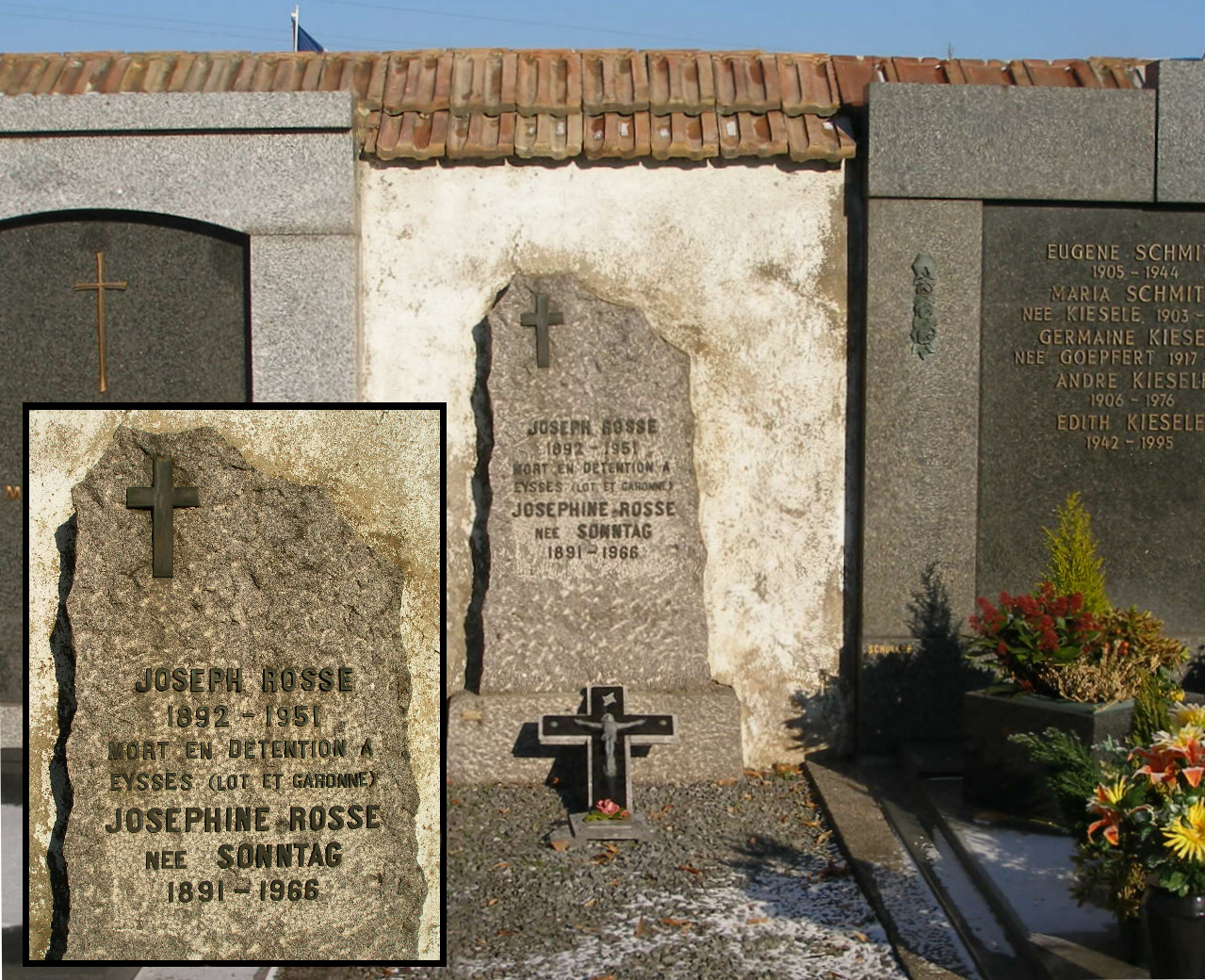
Tombe de Joseph Rossé.

Farouchement pacifiste et anticommuniste, il approuve les accords de Munich. 
Soupçonné, en 1939, dans la fièvre patriotique de la déclaration de guerre, d'être un agent de la propagande hitlérienne en France, il est à nouveau arrêté et accusé avec l'ensemble des responsables autonomistes d'atteinte à la sûreté extérieure de la France, dans la trouble affaire de ce qu'on appellera le « procès de Nancy », d'où le surnom de Nanziger pour les désigner . Le procès étant interrompu par les événements de l'époque, il est successivement transféré dans plusieurs maisons d'arrêt, en pleine débâcle, et dans des conditions particulièrement rudes, les intéressés étant connus de leurs geôliers comme étant des collaborateurs avec l'ennemi, voire des espions, ce qui leur vaudra de nombreux mauvais traitements, et une crainte permanente d'être exécuté sommairement comme l'avait été Karl Roos.  
Les nazis envoient un commando les libérer après la signature de l'armistice, pour aussitôt les remettre le 17 juillet 1940 au Dr Robert Ernst, Generalreferent für Elsass et chef de l'Elsässer Hilfsdienst (Service auxiliaire alsacien), organisme d'aide au retour des Alsaciens évacués (biens de première nécessité, dédommagement, accueil en fanfare, conférences) mais aussi l'antichambre du parti nazi. Le Dr Ernst séquestre ainsi les intéressés plusieurs jours aux Trois-Épis afin de les amener sous une très forte pression, et de bonne ou mauvaise grâce, à signer un document plus tard connu comme étant le « manifeste des trois-épis », demandant solennellement au nom des Alsaciens le rattachement de l'Alsace-Moselle au Reich. Le Dr Ernst entendait ainsi s'en prévaloir devant Hitler et l'utiliser dans sa lutte de pouvoir toute personnelle avec le Gauleiter Wagner pour la direction de l'Alsace au sein du Reich. 
Malgré ses réserves (il est l'un des députés français à avoir voté les crédits de guerre contre l'Allemagne moins d'un an auparavant, et craint notamment l'application des lois antireligieuses des nazis en Alsace), éreinté par ses aventures, coupé de l'extérieur et convaincu comme beaucoup à l'époque que l'affaire s'était de toute façon jouée directement entre Pétain et l'Allemagne nazie lors de la signature de l'armistice, Joseph Rossé se résout à signer avec les autres le document après plusieurs jours de pressions et de tergiversations. Il est libéré, épuisé, de sa "quarantaine" le 23 juillet 1940, et immédiatement enrôlé avec tous les Nanziger signataires par la propagande nazie de Robert Ernst. 
C'est dans ce contexte qu'à la fin de juillet 1940 il est amené à proclamer devant des milliers de Mulhousiens : « L’Alsace est maintenant à la place qui a toujours été la sienne ». Il reçoit par la suite le fructueux séquestre des Compagnies d'assurances françaises, mais recommence très vite à faire campagne pour une Alsace autonome une fois la lutte de pouvoir entre Ernst et Wagner réglée au bénéfice de ce dernier (Ernst ne sera finalement "que" Oberbürgermeister - Maire de Strasbourg), et la pression ainsi mise sur Rossé retombée. 
Gérant de la maison d'édition ALSATIA, Joseph Rossé réussit ainsi à détourner une partie des crédits alloués par les autorités allemandes afin de publier clandestinement plus de 405 ouvrages catholiques et antinazis[réf. nécessaire]. Il a à cette occasion des contacts avec la Résistance allemande, notamment le colonel von Stauffenberg. Avec eux est difficilement négocié en contrepartie de sa participation le principe d'une autodétermination de l'Alsace-Moselle en cas de succès du coup d'état contre Hitler. Après le Débarquement, il pense en effet pouvoir également discuter avec les Américains au nom de l’Alsace et obtenir son indépendance sous leur protectorat : il compte les intéresser aux mines de potasse. « Mais en aucun cas les Alsaciens ne négocieront avec les Français, ils ne veulent plus rien savoir d’eux ». 
Après l'échec du coup d'état contre Hitler, et la répression sanglante qui s'ensuit, il se sait surveillé et doit se dissimuler pour échapper à la Gestapo. Au retour des Français il se cache d’abord puis est laissé en liberté surveillée ; sans doute compte-t-il sur ses amitiés puisque l'on peut lire dans France-Soir : « Rossé n’a trahi ni l’Alsace, ni la France ». Dans le contexte enflammé de l'épuration, la presse ultrapatriotique se déchaîne et appelle à la plus ferme répression contre l'intéressé, dans la suite du procès interrompu de Nancy. 
Son apparente collaboration avec les autorités nazies pendant la période de l'annexion lui vaut d'être une fois de plus arrêté en février 1945 et jugé en 1947, comme collaborateur, mais également pour ses prétendues activités d'avant-guerre. 
On lui reproche des entretiens téléphoniques espionnés avant guerre qui l'auraient montré de mèche avec l'Allemagne nazie. Le principal témoin s'étant cependant déclaré incapable de certifier dans le détail les entretiens téléphoniques, et Robert Heitz, convoqué comme témoin à charge, ayant en fait parlé à sa décharge, il est innocenté des faits d'intelligence avec l'Allemagne avant guerre, clôturant ainsi son rôle dans l'affaire avortée des Nanziger. Reconnu toutefois coupable du reste des charges, avec les circonstances atténuantes, il est condamné à 15 ans de travaux forcés et meurt d'épuisement en 1951 en prison, dans le Sud-Ouest de la France. 
Un groupe œuvrant activement à la réhabilitation de Joseph Rossé a été constitué à Colmar en 2016.

## Citation
« La lutte seule est vie. Qui abandonne la lutte s'avoue faible et vieux. Il est mort, même s'il vit encore physiquement. Qui ne travaille que pour l'argent mène une activité sans joie. »

## Sources
- « Joseph Rossé », dans le Dictionnaire des parlementaires français (1889-1940), sous la direction de Jean Jolly, PUF, 1960 [détail de l’édition]